# Rhaphidophora spathacea
Rhaphidophora spathacea är en kallaväxtart som beskrevs av Heinrich Wilhelm Schott. Rhaphidophora spathacea ingår i släktet Rhaphidophora och familjen kallaväxter. Inga underarter finns listade.